# Marcia (maîtresse de Commode)
Pour les articles homonymes, voir Marcia.
Marcia Aurelia Ceionia Demetrias était la maîtresse et l'un des assassins de l'empereur romain Commode, qui régna de 180 à 192 après J.C. . Elle était la fille de Marcus Aurelius Sabinianus, un ancien esclave affranchi par l'empereur Lucius Verus,.

## Maîtresse favorite de Commode
Avant d'être la maîtresse de l'empereur Commode, Marcia était celle de l'un de ses cousins, le sénateur Marcus Ummidius Quadratus Annianus. Elle fut, par la suite, la femme de son serviteur, Eclectus. En 182, Lucilla, la sœur de Commode, parvient à convaincre Marcia de se joindre à un complot afin d'assassiner Commode. Malheureusement pour eux, le complot est découvert et Lucilla et Quadratus sont exécutés. Marcia réussit à s'en sortir sans être inquiétée. En 188, Commode répudie sa femme, Bruttia Crispina, puis l'envoie en exil avant de la faire exécuter pour cause d'adultère. Ayant décidé de ne pas se marier à nouveau, il prend Marcia comme concubine.
Sur le plan religieux, Marcia était vraisemblablement chrétienne. Elle persuada d'ailleurs Commode d'adopter une politique favorable aux Chrétiens, et de maintenir des relations étroites avec Victor Ier, évêque de Rome. Celui-ci transmit à Marcia une liste de chrétiens qui avaient été condamnés à travailler dans des mines en Sardaigne. Marcia la transmit à son tour à Commode et parvint à le convaincre de les autoriser à revenir à Rome. Malgré le fait que Marcia n'était pas sa femme officielle, Commode la traitait comme telle. Elle semblait en outre avoir une grande influence sur lui. Une inscription trouvée dans la commune d'Anagni en Italie atteste que le conseil municipal avait décidé de construire un monument commémorant la restauration de bains grâce au soutien de Marcia.

## Assassinat de Commode
Afin de célébrer la nouvelle année romaine de 193, Commode décide de faire une apparition publique devant le peuple romain, non pas depuis le palais avec la traditionnelle robe pourpre, mais depuis la caserne des gladiateurs, escorté du reste des gladiateurs. Durant la nuit, Commode explique son idée à Marcia. Celle-ci le supplie de renoncer, car cela ne ferait qu'apporter la honte à l'Empire romain. Commode, déçu par la réaction de Marcia, fait alors part de son plan à Aemilius Laetus, le préfet du prétoire, et Eclectus, son serviteur, mais ceux-ci essayent également de l'en dissuader. Furieux, Commode décide de mettre leurs trois noms sur une liste de proscription de personnes qui doivent être exécutés le lendemain matin, ainsi que d'autres d'éminents sénateurs.
Alors que Commode est en train de prendre un bain, son servant favori Philcommodus (son nom était un symbole de l'affection que Commode lui portait) trouve la tablette sur laquelle est écrite la liste des proscrits, dont Marcia. Alors qu'il s'enfuit en tenant la tablette entre les mains, il percute Marcia. Celle-ci lui arrache des mains, pensant qu'elle sauvait un document important de la destruction. Avec horreur, elle voit alors son nom tout en haut de la liste. Selon Hérodien, elle aurait alors crié : « Ah bravo, Commode ! Ne te démens point. Voilà le prix de ma tendresse et de la longue patience avec laquelle j'ai supporté tes brutalités et tes débauches ! Mais il ne sera pas dit qu'un homme toujours enseveli dans le vin préviendra une femme sobre et qui a toute sa raison ».
Elle fit aussitôt appeler le préfet du prétoire Laetus et Eclectus, le chambellan de Commode. Marcia lui tend la liste des proscrits. « Voyez, lui dit-elle en lui présentant le billet, quelle nuit et à quelle fête on nous prépare». Ensemble, ils décident de tuer Commode afin de sauver leur propre vie.
Marcia se serait chargée de l'exécution. Il était d'usage que lorsque Commode avait fini son bain, elle lui versait toujours la première coupe à boire, afin que de la main d'une maîtresse, le vin lui parût meilleur. Elle mélangea son vin avec du poison et lui donna après son bain. Après avoir bu la coupe, Commode commença à vomir abondamment. Les conspirateurs prirent peur que Commode ne recrache tout le poison. Ils ordonnèrent alors à Narcisse, un jeune athlète, d'étrangler Commode contre une grosse récompense.
Après le meurtre de Commode, Marcia et Eclectus se marièrent, mais peu de temps après elle fut tuée sur ordre de Didius Julianus en 193.

## Filmographie
- Marcia est un des personnages principaux de la série documentaire Roman Empire: Le règne du sang produite par Netflix et diffusée en  2016.

## Sources

### Sources primaires
- (en) Cet article est partiellement ou en totalité issu de l’article de Wikipédia en anglais intitulé « Marcia (mistress of Commodus) » (voir la liste des auteurs).
- Dion Cassius, histoire Romaine, de La Loeb classical library; 454-455. Cambridge, Massachusetts, Harvard University Press, 1961/69, p.  73 f., 6-7.  (ISBN 0-674-99036-6).
- Hérodien, La Loeb classical library; 454-455. Cambridge, Massachusetts, Harvard University Press, [fiscaux 1969/70, 16.2-3 à 17,9-11.  (ISBN 0-674-99501-5).

### Sources secondaires
- Champlin, Edward (Été 1979). Notes sur les Héritiers de Commode. Le Journal Américain de la Philologie 100: 288-306.
- Gage, J. , Revue des études latines. Paris, France: Société d'édition "Les belles lettres", 1923.
- Simon Hornblower et Antony Spawforth, The Oxford classical dictionary, Oxford, Oxford University Press, 1996, p. 922
- Lightman, Marjorie et Benjamin Lightman. Dictionnaire biographique de l'antiquité grecque et Romaine, les femmes : les femmes importantes de Sappho à Helena. New York: Les Faits Sur Le Dossier, 2000. Page 157.
- Roos, A. G. (1915). Hérode Méthode de Composition. Le Journal of Roman Studies 5: 191-202.
- Salisbury, Joyce E. Encyclopédie de la femme dans le monde antique. Santa Barbara, Californie: Abc-Clio, 2001. Pages 205-207.